# Coursetia
Coursetia är ett släkte av ärtväxter. Coursetia ingår i familjen ärtväxter.

## Dottertaxa tillCoursetia, i alfabetisk ordning[1]
- Coursetia andina
- Coursetia apantensis
- Coursetia axillaris
- Coursetia barrancana
- Coursetia brachyrhachis
- Coursetia cajamarcana
- Coursetia caribaea
- Coursetia chiapensis
- Coursetia dubia
- Coursetia elliptica
- Coursetia ferruginea
- Coursetia fruticosa
- Coursetia glabella
- Coursetia glandulosa
- Coursetia gracilis
- Coursetia grandiflora
- Coursetia guatemalensis
- Coursetia hassleri
- Coursetia heterantha
- Coursetia hidalgoana
- Coursetia hintonii
- Coursetia hypoleuca
- Coursetia insomniifolia
- Coursetia intermontana
- Coursetia madrensis
- Coursetia maraniona
- Coursetia mollis
- Coursetia oaxacensis
- Coursetia orbicularis
- Coursetia paniculata
- Coursetia paucifoliolata
- Coursetia planipetiolata
- Coursetia polyphylla
- Coursetia pumila
- Coursetia robinioides
- Coursetia rostrata
- Coursetia tumbezensis
- Coursetia weberbaueri
- Coursetia vicioides